# IC 5152
IC 5152 è una galassia nella costellazione australe dell'Indiano.
Si tratta di una di quelle galassie intermedie di cui non è accertata l'appartenenza al Gruppo Locale; la sua distanza inferiore ai 6 milioni di anni-luce, la colloca infatti in una posizione immediatamente esterna al Gruppo Locale, in un punto in cui può fare quasi da "ponte" tra il nostro ed altri gruppi di galassie.

La sua osservazione al telescopio è disturbata dalla presenza nella sua direzione di una stella di settima magnitudine; è una galassia irregolare, che presenta una sorta di "barra" centrale, ben visibile con strumenti semiprofessionali.